# Wang Jianqiang
Wang Jianqiang (* 6. April 1955) ist ein ehemaliger chinesischer Tischtennis-Nationalspieler. Er spielte in den 1980er Jahren bei Eintracht Frankfurt in der Bundesliga.

## Werdegang
Wang Jianqiang stammt aus der chinesischen Provinz Guangdong, er spielt im Penholder-Stil. Er wurde 1975 chinesischer Vizemeister im Einzel, 1977 Meister im Doppel mit Li Yuxiang und 1980 Dritter im Doppel mit O Jinhui. Bei der Weltmeisterschaft 1977 nahm er am Einzelwettbewerb teil, wo er im Achtelfinale dem Jugoslawen Dragutin Šurbek unterlag. Bei Internationalen Meisterschaften siegte er 1977 in Italien und 1980 in Rumänien im Einzel sowie im Doppel 1977 in Italien (mit Li Yuxiang), 1978 in Rumänien (mit Li Yuxiang), 1978 in England (mit Liang Geliang) und 1980 in Rumänien (mit Chen Xinhua). 1978 belegte er in der Weltrangliste Platz 23.
1980 wurde Wang Jianqiang vom Bundesligaverein Eintracht Frankfurt verpflichtet. Er war der erste Chinese in der deutschen Herren-Bundesliga. Die Spielgenehmigung seitens des chinesischen Tischtennisverbandes war nicht leicht zu erhalten, sie wurde mit Hilfe von Wolfgang Mischnick, damals Mitglied im Verwaltungsrat von Eintracht Frankfurt, und dem Auswärtigen Amt erwirkt. 
Als die Herrenmannschaft am Ende der Saison 1980/81 aus der Bundesliga zurückgezogen wurde, kehrte Wang Jianqiang nach China zurück. 1988 schloss er sich erneut Eintracht Frankfurt an, das damals in der 2. Bundesliga gegen den Abstieg kämpfte. Mit seiner Hilfe gelang der Klassenerhalt.
Mitte der 1990er Jahre spielte er beim KSG Dortelweil, und 2001 bis 2004 beim TTC Langen von 2004 bis 2011 in der Regionalliga beim Verein TG Obertshausen. Von 2011 bis 2013 war er beim TG Lämmerspiel in der Bezirksliga aktiv.

## Privat
Wang Jianqiang ist verheiratet und hat zwei Söhne. Er lebt in Deutschland.

## Turnierergebnisse
| Verband | Veranstaltung     | Jahr | Ort        | Land | Einzel    | Doppel       | Mixed        | Team |
| ------- | ----------------- | ---- | ---------- | ---- | --------- | ------------ | ------------ | ---- |
| CHN     | Weltmeisterschaft | 1977 | Birmingham | ENG  | letzte 16 | keine Teiln. | keine Teiln. |      |